# Puteoscia silvestrii
Puteoscia silvestrii is een pissebed uit de familie Philosciidae. De wetenschappelijke naam van de soort is voor het eerst geldig gepubliceerd in 1981 door Albert Vandel.